# Magten over livet
|  | Denne artikel er oprettet af botten PalnaBot ud fra en ekstern database. Den kan derfor have sproglige fejl eller mangler. Denne skabelon kan fjernes efter kontrol af indholdet. |

Magten over livet er en kortfilm instrueret af Mette Rix efter manuskript af Mette Rix.

## Handling
Magten over Livet er et portræt af to voksne mennesker, en voldsmand og en voldsramt kvinde, for hvem vold har været en stor del af deres parforhold. De to hovedpersoner fortæller nøgternt og med en stor portion selverkendelse, om hvordan de ønsker at slippe ud af det voldsmønster, der har holdt dem fanget. De længes begge mod et liv uden vold og hvor kærligheden kan slå faste rødder. Vejen er lang og fortiden er svær at slippe væk fra.